# Valençay
Valençay [valɑ̃sɛ] ist eine französische Stadt und Gemeinde mit 2239 Einwohnern (Stand 1. Januar 2022) im Département Indre in der Region Centre-Val de Loire. Sie gehört zum Arrondissement Châteauroux und zum Kanton Valençay.

## Lage
Die Gemeinde an der Grenze zwischen der Touraine und dem Berry umfasst 42,59 Quadratkilometer. Sie liegt oberhalb des Flusses Nahon südlich der Nationalstraße 76 zwischen Loches und Vatan auf 81 bis 154 m Meereshöhe.

## Geschichte
1120 wurde der Ort erstmals erwähnt.
Auf dem Schloss Valençay, das seit 1803 dem Fürsten Talleyrand gehörte, lebte Ferdinand VII. von Spanien 1808–13 im Exil und schloss dort mit Napoleon den Vertrag vom 11. Dezember 1813, in welchem er den Thron von Spanien wieder erhielt. 1829 wurde Valençay zum Herzogtum für Talleyrand erhoben.
Im Zweiten Weltkrieg erlitt Valençay im August 1944 erhebliche Schäden, als eine  SS-Division den Ort plünderte, 42 Gebäude zerstörte und acht unschuldige Menschen ermordete.

## Bevölkerungsentwicklung
- 1962: 2732
- 1968: 2754
- 1975: 2952
- 1982: 2947
- 1990: 2912
- 1999: 2736
- 2006: 2641
- 2017: 2367

## Sehenswürdigkeiten

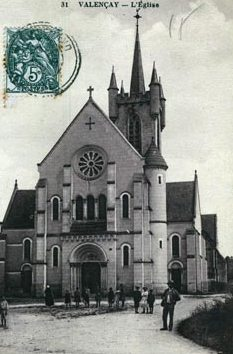
Église Saint-Martin, um 1900

- Schloss Valençay, Besitz von Talleyrand
- Musée de l’Automobile de Valençay (Automobilmuseum), 12, avenue de la Résistance (am Ortsausgang Richtung Blois), circa 60 Oldtimer von 1898 bis 1971
- Musée du sucre d'art (Konditormuseum), Jacky Chichery (Maître pâtissier), 21, rue du Château
- Kirche Saint-Martin (16. Jahrhundert, restauriert), 3-schiffig, Apsis des 15. Jahrhunderts, von Talleyrand nach dem Vorbild von Vevey in der Schweiz errichteter Glockenturm
- Chapelle castrale unterhalb des Châteaus
- Grabstätte des Staatsmanns Talleyrand, in der Krypta der École libre
- Historisches Bahnhofsgebäude (Gare)

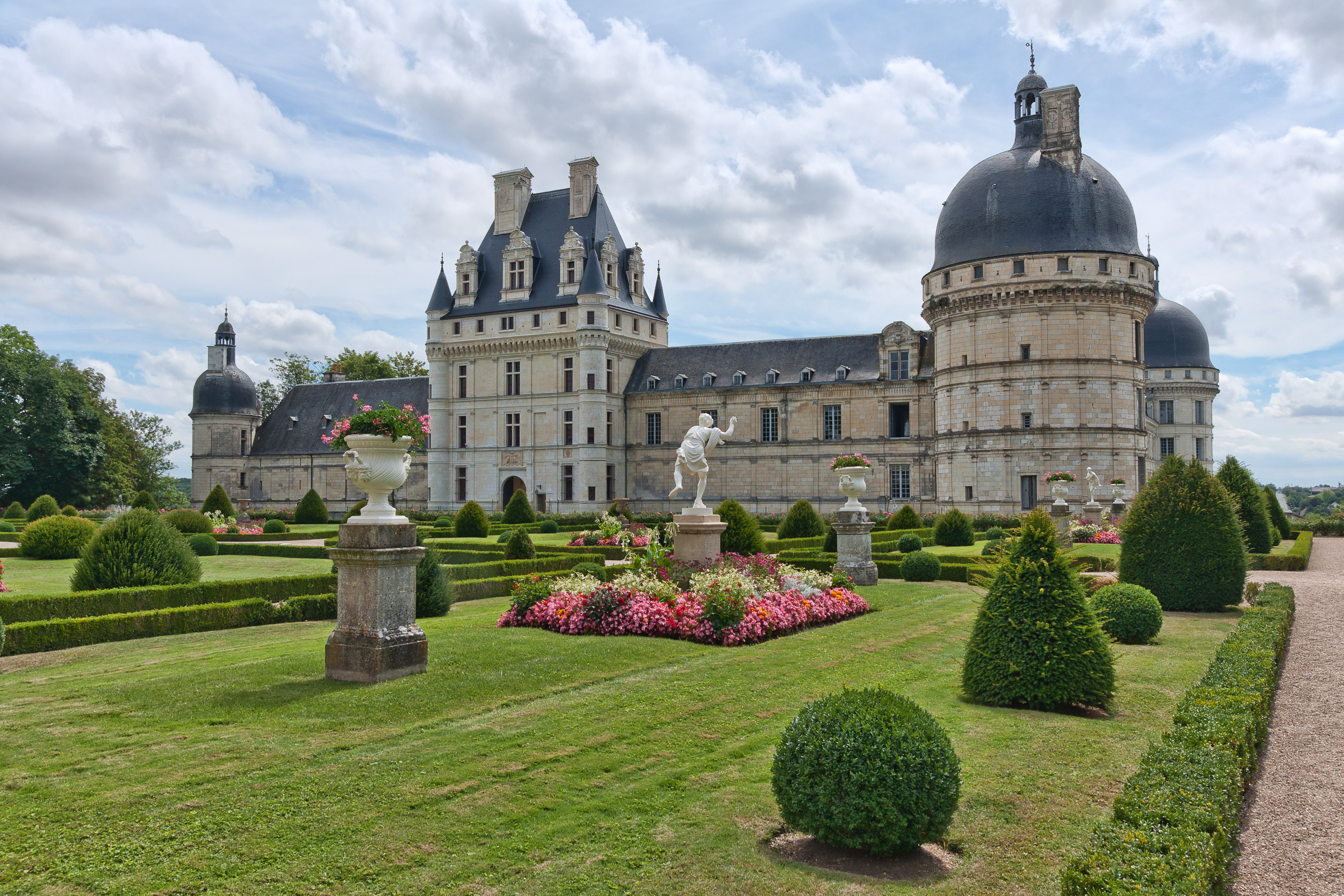
Schloss Valençay
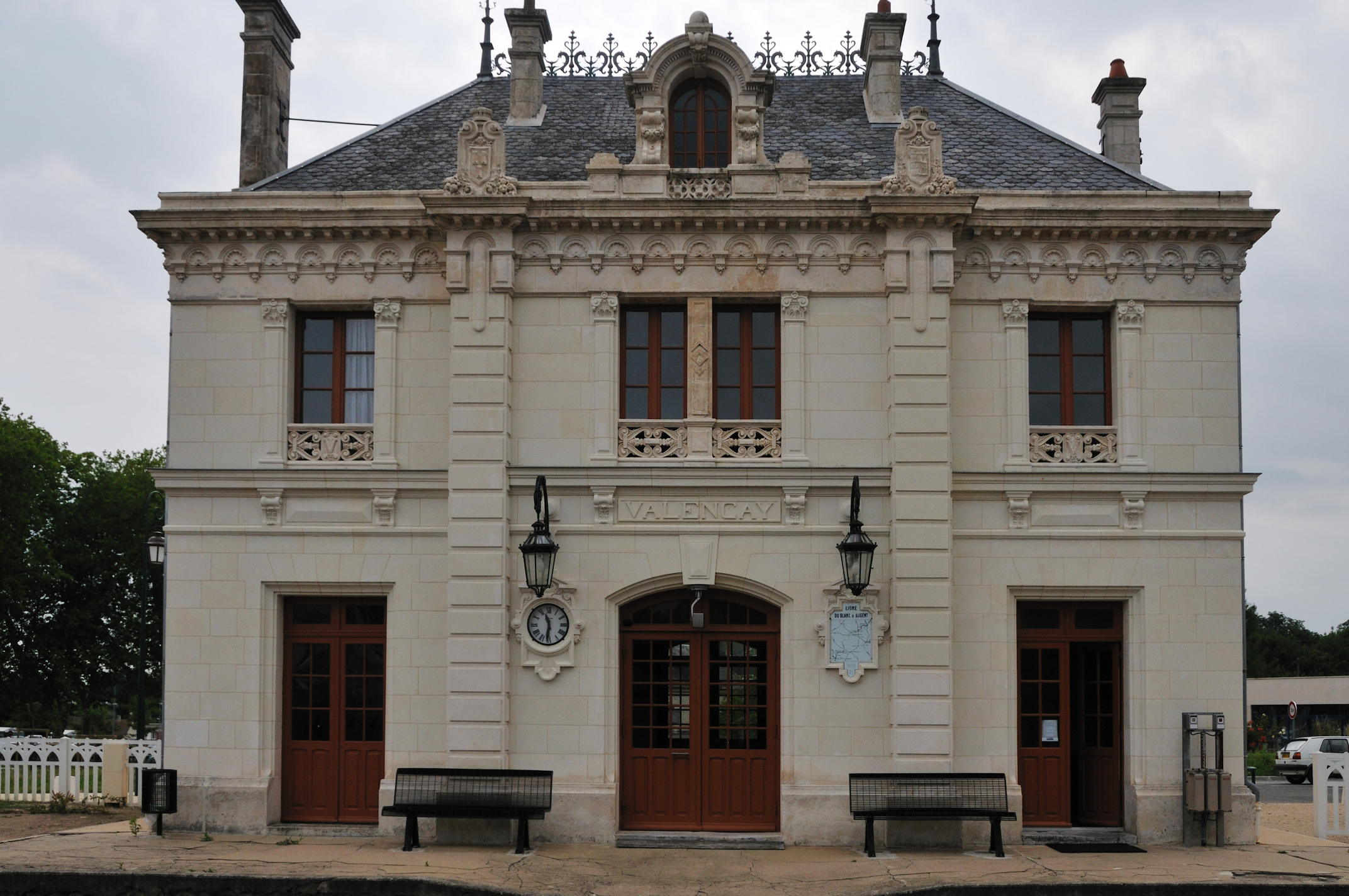
Bahnhof Valençay des Chemin de fer du Blanc-Argent
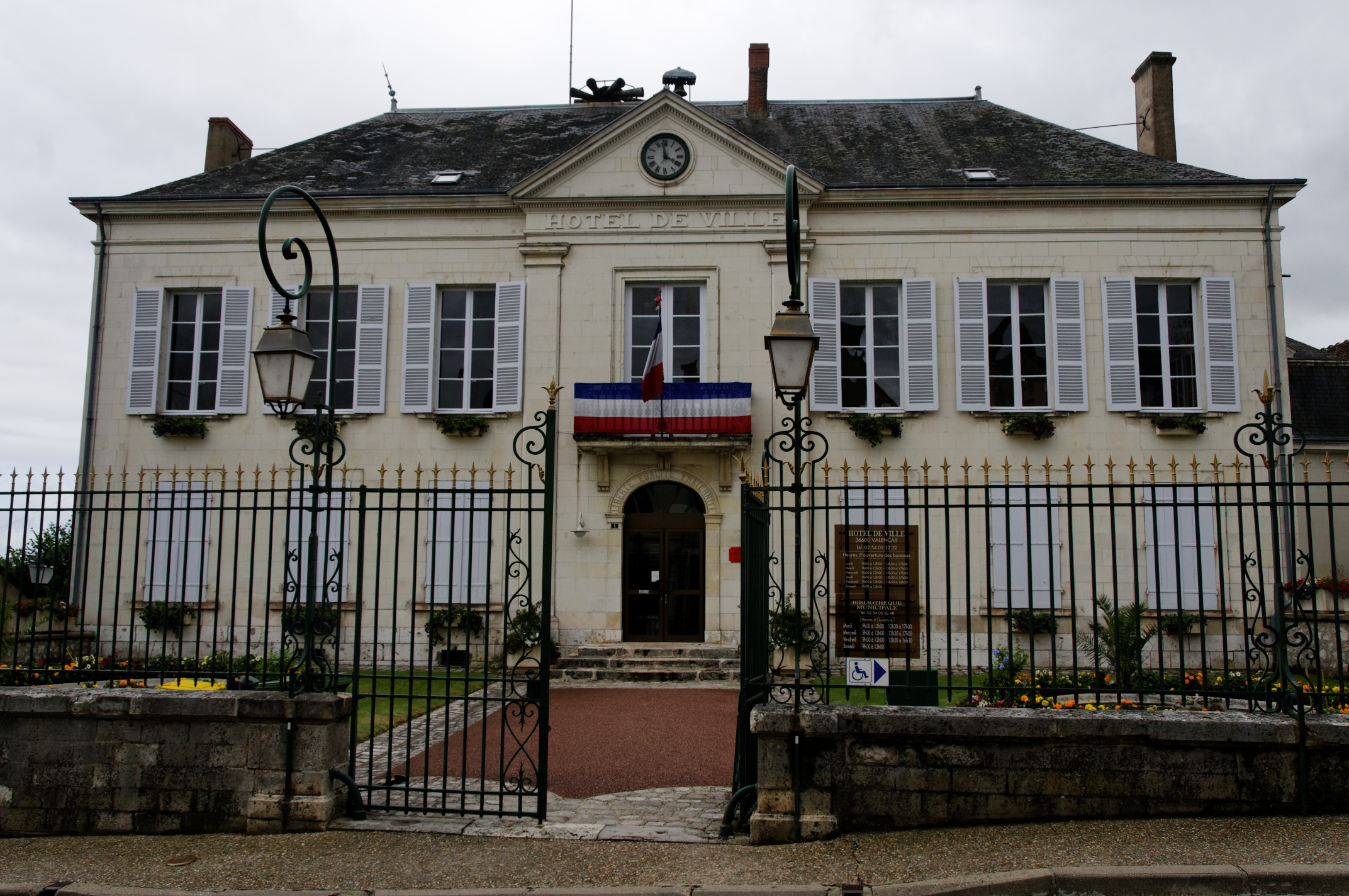
Rathaus

## Sonstiges

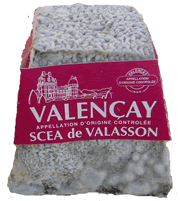
Ziegenkäse

- In Valençay drehte Claude Chabrol 1972 den Film Blutige Hochzeit (Les Noces rouges).
- Eine Spezialität ist hier ein pyramidenförmiger aus roher oder pasteurisierter Ziegenmilch hergestellter, mit Rinden-Asche bedeckter Weichkäse mit Außenschimmel, wobei die Pyramidenspitze oben abgeschnitten ist. Er wird handwerklich in kleinen Höfen hergestellt. Über die Käseform gibt es folgende Legende: Man sagt, der Valençay habe früher einmal die Form einer vollständigen Pyramide gehabt. Doch als Napoleon nach seiner verheerenden Niederlage aus Ägypten kommend im Schloss Valençay Halt machte und den Käse sah, der ihn an die ägyptischen Pyramiden erinnerte, habe er sein Schwert gezogen und die Spitze abgehackt.[2] Näheres zum Käse im Hauptartikel Valençay (Käse).